# ISO 3166-2:CA
ISO 3166-2:CA — стандарт Международной организации по стандартизации, который определяет геокоды. Является подмножеством стандарта ISO 3166-2, относящимся к Канаде. Стандарт охватывает 10 провинций и 3 территории Канады. Каждый геокод состоит из двух частей: кода Alpa2 по стандарту ISO 3166-1 для Канады - CA и дополнительного кода, записанных через дефис. Дополнительный двух-трёхбуквенный код образован созвучно: названию, аббревиатуре названий провинций, территорий. Геокоды провинций и территорий Канады являются подмножеством кодов домена верхнего уровня — CA, присвоенного Канаде в соответствии со стандартами ISO 3166-1.

## Геокоды Канады
Геокоды 10 провинций и 3 территорий административно-территориального деления Канады.
| Геокод | Административная единица   | Статус     |
| ------ | -------------------------- | ---------- |
| CA-AB  | Альберта                   | провинция  |
| CA-BC  | Британская Колумбия        | провинция  |
| CA-QC  | Квебек                     | провинция  |
| CA-MB  | Манитоба                   | провинция  |
| CA-NS  | Новая Шотландия            | провинция  |
| CA-NU  | Нунавут                    | территория |
| CA-NB  | Нью-Брансуик               | провинция  |
| CA-NL  | Ньюфаундленд и Лабрадор    | провинция  |
| CA-ON  | Онтарио                    | провинция  |
| CA-PE  | Остров Принца Эдуарда      | провинция  |
| CA-SK  | Саскачеван                 | провинция  |
| CA-NT  | Северо-Западные территории | территория |
| CA-YT  | Юкон                       | территория |

## Геокоды пограничных Канаде государств
- США — ISO 3166-2:US (на юге и на востоке),
- Сен-Пьер и Микелон (Франция) — ISO 3166-2:PM (на востоке),
- Гренландия (Дания) — ISO 3166-2:GL (на северо-востоке (морская граница)).